# Lent'ekhi
Lent'ekhi (in georgiano ლენტეხი?) è un comune della Georgia, situato nella regione di Rach'a-Lechkhumi e Kvemo Svaneti.